# 부산광역시서울본부
부산광역시서울본부(釜山廣域市서울本部)는 중앙행정기관과 긴밀한 협조체제와 시정업무의 효율적인 추진에 관한 사무를 분장하는 부산광역시청의 사업소이다. 본부장은 지방서기관으로 보하되, 일반임기제공무원으로 보할 수 있다.

## 설치 근거 및 소관 사무

### 설치 근거
- 「부산광역시 행정기구 설치 조례」 제24조제1항[2]

### 소관 사무
- 중앙행정기관의 긴밀한 사무연락의 조정 및 시정·관광홍보 자료제공에 관한 사항
- 기업체의 역내 투자유치, 지역생산품의 국·내외 판로개척 지원에 관한 사항
- 국제교류의 매개 역할에 관한 사항

## 연혁
- 1996년 11월 22일: 부산광역시서울사무소 설치.[3]
- 2001년 11월 1일: 용산구 한강로2가로 청사 이전.
- 2005년 3월 3일: 종로구 대우빌딩으로 청사 이전.
- 2012년 1월 1일: 부산광역시서울본부로 개편.[4]
- 2012년 6월 1일: 종로구 교보생명빌딩으로 청사 이전.
- 2014년 11월 5일: 하부기관으로 세종사무소 설치.[5]
- 2015년 6월 19일: 현 청사로 이전.

## 조직

### 본부장
- 총괄지원팀[6]

### 하부기관
- 세종사무소[6]